# Para Expressar a Liberdade
Para Expressar a Liberdade (título completo: Para Expressar a Liberdade – Uma nova lei para um novo tempo) é uma campanha popular lançada em 27 de agosto de 2012 com o objetivo de conseguir a aprovação do projeto de  Lei da Mídia Democrática, baseada em 20 Pontos considerados fundamentais e que visam promover a pluralidade na imprensa e a democratização das telecomunicações no Brasil.
Para ingressar no Congresso Nacional como  projeto de iniciativa popular, a Lei da Mídia Democrática necessita recolher as assinaturas de 1,3 milhão de cidadāos brasileiros. Se o projeto for aprovado pelo Congresso, a  Lei da Mídia Democrática  substituirá o Código Brasileiro de Telecomunicações, datado de 1962 e considerado obsoleto e inadequado, por privilegiar os interesses da grande mídia, mesmo em detrimento dos interesses do conjunto da população brasileira.

## Objetivo
A campanha tem por objetivo mobilizar a população pela substituição do Código Brasileiro de Telecomunicações e recolher  assinaturas de 1,3 milhão de cidadãos brasileiros   por uma nova lei que promova a pluralidade da imprensa e a democratização das telecomunicações no Brasil.
Para tal, foi lançado em 1º de maio de 2013, o Projeto de Lei de Iniciativa Popular para a democratização das comunicações no Brasil. O projeto trata da regulamentação das comunicações eletrônicas no país, rádio e televisão (artigos 5º, 21, 220, 221, 222 e 223 da Constituição Federal de 1988), setor regido pelo Código Brasileiro de Telecomunicações,  especialmente no que se refere à defesa de conteúdo nacional, diversidade regional e da produção independente.
A campanha “Para Expressar a Liberdade” conta com o apoio de partidos políticos, sindicatos, entidades ligadas aos movimentos sociais, incluindo o movimento negro, movimentos de mulheres, de trabalhadores urbanos e rurais, Movimento dos Sem Terra, movimento estudantil, além de  jornalistas, blogueiros e radialistas, entre outros. Entretanto, também existem, mesmo dentro do  Congresso Nacional, poderosos interesses contrários  à iniciativa popular.
Em 4 de maio de 2012,  o Seminário "Desafios da Liberdade de Expressão", realizado em São Paulo, pelo Fórum Nacional pela Democratização da Comunicação (FNDC), reuniu entidades do movimento social brasileiro e marcou o início da mobilização que originou a campanha "Para Expressar a Liberdade – Uma nova lei para um novo tempo".

## Histórico
Em dezembro de 2009, durante o governo de Luiz Inácio Lula da Silva, foi realizada a 1ª  Conferência Nacional de Comunicação (Confecom), tendo como tema central Comunicação: meios para a construção de direitos e de cidadania na era digital. A conferência foi convocada pelo Decreto de 16 de abril de 2009 e era uma reivindicação antiga de vários setores da sociedade brasileira.
Logo que foi confirmada a realização da Conferência, a Sociedade Interamericana de Imprensa - que reúne os donos da mídia no continente, aos quais não interessam mudanças na legislação de telecomunicações que pudessem afetar a concentração de propriedade e a centralização do controle da mídia - manifestou sua  preocupação com referência ao evento,  "porque os debates serão conduzidos por ONGs e movimentos sociais que pretendem interferir no funcionamento da imprensa."
Historicamente, o empresariado da mídia tem adotado certas estratégias de retórica, assumindo um discurso de defesa de liberdade de expressão, quando os demais atores sociais (o Estado, a sociedade civil,  os especialistas) manifestam alguma intenção de controle público ou controle social.O renomado  filósofo do direito e jurista italiano Vincenzo Zeno-Zencovich observa o dito popular, muito difundido em seu país:  a liberdade de imprensa pertence àqueles que são proprietários dela.  A questão, segundo ele, é como fazer para que os conteúdos difundidos pelos jornais, pelo rádio e pela televisão sejam  mais diversos e acessíveis a todos . 
Apesar de pressões contra  a realização da conferência, o evento foi realizado e contou  com a participação de representantes da sociedade civil, do poder público e de parte do setor empresarial, tendo sido discutidas propostas capazes de balizar a construção de políticas públicas de comunicação no Brasil.. A etapa nacional foi precedida por dois tipos de eventos visando obter representatividade dos varios setores interessados: etapas preparatórias (conferências municipais, intermunicipais,  conferências livres e uma conferência virtual, realizada em âmbito nacional) e etapas eletivas (conferências estaduais e distrital).
Mais de 6000 propostas forma apresentadas, e 633 resoluções foram aprovadas . Com base nas propostas aprovadas por mais de 1000 participantes da  Conferência Nacional de Comunicação, o governo federal deu início a um estudo para a elaboração do projeto de uma nova lei geral para as comunicações no país. No entanto, após a mudança do governo em 1º de janeiro de 2011, o estudo foi abandonado, e as propostas aprovadas no Fórum Nacional pela Democratização da Comunicação foram arquivadas sem que houvesse divulgação ou debate público.
Foi então que surgiu a campanha "Para Expressar a Liberdade – Uma nova lei para um novo tempo", como uma iniciativa do Fórum Nacional pela Democratização da Comunicação (FNDC), para trazer de volta a discussão do novo marco regulatório para a mídia e formular uma proposta de lei geral para as comunicações no país (em substituição ao Código Brasileiro de Telecomunicações) capaz de  promover a pluralidade da comunicação. 
No Brasil, os veículos de comunicação social estão concentrados nas mãos de poucas famílias, em detrimento do direito da população de receber informações sobre assuntos de interesse público de uma variedade de fontes. Segundo o FNDC, menos de dez famílias-empresas controlam a mídia no Brasil, sendo que três delas controlam quase 70% do mercado: a família Marinho (Rede Globo), com 38,7%, o bispo da Igreja Universal Edir Macedo (Rede Record), com 16,2%, e Silvio Santos (SBT), com 13,4% do mercado brasileiro.  A família Marinho também é proprietária de emissoras de rádio, jornais e revistas (propriedade cruzada).
A falta de pluralismo decorre principalmente da ausência de políticas regulatórias que apoiem o desenvolvimento de veículos independentes (em especial, de veículos não comerciais e comunitários) e do alto grau de concentração da propriedade dos veículos de comunicação social. A Declaração de Princípios sobre Liberdade de Expressão (aprovada, em outubro de 2000, pela Comissão Interamericana de Direitos Humanos da OEA) preconiza, em seu Princípio 12:
Os monopólios ou oligopólios na propriedade e controle dos meios de comunicação devem estar sujeitos a leis anti-monopólio, uma vez que conspiram contra a democracia ao restringirem a pluralidade e a diversidade que asseguram o pleno exercício do direito dos cidadãos à informação. Em nenhum caso essas leis devem ser exclusivas para os meios de comunicação. As concessões de rádio e televisão devem considerar critérios democráticos que garantam uma igualdade de oportunidades de acesso a todos os indivíduos.